# رهاب الأجانب

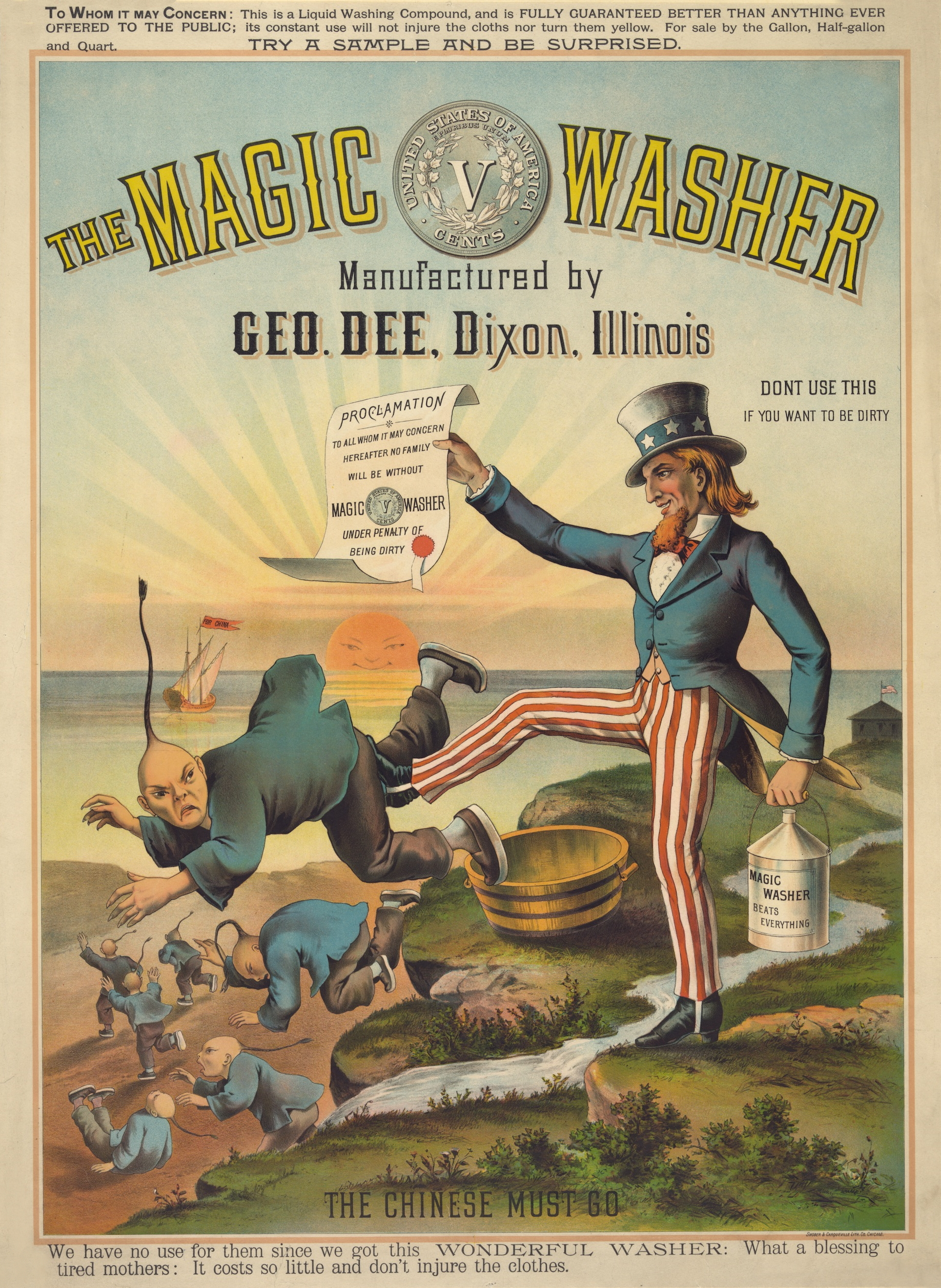

رهاب الأجانب أو كره الأجانب رهاب (فوبيا، أي خوف أو كراهية أو احتقار أو حذر) من الأجانب أو الغرباء عن البلد. كحال كل أنواع الرهاب، المصاب برهاب الأجانب يميل إلى خوف وعدم ثقة تصل إلى كراهية الأجنبي.
الفرق بين العنصرية والإكزينوفوبيا هو أن العنصرية تنحصر في كره الآخرين بسبب عرقهم أو نسبهم، أما الإكزينوفوبيا فهي كره الآخرين فقط لأنهم أجنبيون أو غرباء عما يحمل الشخص الإكزينوفوبي، مثل الاختلاف في الدين، الجنسية، المعتقدات، الأعراف وغيرها، لكن يمكن أن يستخدم مصطلحي «كراهية الأجانب» و«العنصرية» بشكل مترادف، وإن كانت لها معان مختلفة كليًا (كره الأجانب يكون على أساس مكان الميلاد، والعنصرية تستند إلى الأصل العرقي) فعلى سبيل المثال، كراهية امرأة سوداء من فرنسا لأنها فرنسية يعد كرهًا للأجانب، ولكن كراهية سوداء من فرنسا لأنها من السود تعد عنصرية.
هناك أمران ضروريان بالنسبة لكراهية الأجانب. الأول هو مجموعة من السكان داخل هذا المجتمع الذي لا يعتبر جزءًا من ذلك المجتمع. وغالبًا ما يكونون مهاجرين، وكراهية الأجانب قد تكون موجهة ضد مجموعة وهو أمر كان حاضرًا طوال قرون. هذا الشكل من كراهية الأجانب يمكن أن تنتج عنه عدائية، مثل تهجير فئة من مجتمع، أو في أسوأ الأحوال الإبادة الجماعية. أما الشكل الثاني لكراهية الأجانب هو في المقام الأول ثقافي، من خلال كراهية العناصر الثقافية التي يعتبرها الطرف الآخر غريبة.

## تاريخ
ظهر في الحضارة الغربية أول مثال عن شعور شعبٍ ما بالكراهية تجاه الأجانب، وتحديداً في بلاد الإغريق. حيث سمى اليونانيون القدماء أي شعب أجنبي بالـ «بربري»، واعتقدوا أن الشعب اليوناني والثقافة اليونانية متفوقان على جميع الأعراق والثقافات الأخرى، لذا من حقهم الطبيعي استعباد هؤلاء البربريين.

## مظاهر رهاب الأجانب

### تركيا
يواجه العرب حملة عنصرية كبيرة داخل المجتمع التركي بتركيبته القومية حيث تنه شعب يعتز بقوميته التركية ويمجدها طوال الوقت من خلال رفع الإعلام في كل مكان وذكر اتاتورك مؤسس الدولة التركية الحديثة.
وظهرت هذه الحملة اعترف الرئيس التركي رجب طيب أردوغان في عام 2023 بما يحدث في بلاده، متعهدا بالقضاء على من يستهدف الأمن القومى لبلاده من استهداف السياح العرب كجزء من خطة القوى المعارضة له علي محاولة هزيمته اقتصاديا من خلال ضرب السياحة وضرب علاقاته الجيدة مع الدول العربية.[بحاجة لمصدر]

### كندا
يواجه المسلمون وأفراد الديانة السيخية التمييز والعنصرية حتى اليوم، خاصة بعد عام 2001، والأحداث التي حصلت في الولايات المتحدة وحربها على الإرهاب. هناك استطلاع أجراه معهد Environics عام 2016، وهو استطلاع مكمل لدراسة أجريت قبل 10 أعوام. يوضح الاستطلاع وجود مظاهر تمييز عنصري تجاه أقليات معينة، ربما يكون متعلقاً بهجمات 11 سبتمبر عام 2001 في الولايات المتحدة.

### المكسيك
للعنصرية في المكسيك تاريخٌ طويل. فمثلاً كان للمكسيكيين أصحاب البشرة الفاتحة سلطة مطلقة على السكان الأصليين لأميركا، أو أصحاب البشرة الداكنة. ويعود ذلك إلى بنية النظام الطبقي أثناء فترة الاستعمار الإسباني. وهناك قولٌ شائع في المكسيك عندما يتزوج فردٌ ذو بشرة فاتحة من آخر ذي بشرة داكنة، يقال أن هكذا زواج «يحسن الذرية» أو "mejorando la raza" بالإسبانية. ومن الواضح أن تلك المقولة عنصرية وإيذاء مباشر للعرق الآخر.

### الولايات المتحدة
خلال الحرب العالمية الثانية، قامت كل من الولايات المتحدة الأميركية وكندا بوضع مواطنيهم من الأصل الياباني ضمن الإقامة الجبرية في الأجزاء الغربية من بلادهما. وكما هو الحال في العديد من البلدان الأخرى، نجد رهاب الأجانب عند معظم المواطنين الأميركيين تجاه جميع الأعراق الأخرى.
ووفقاً لإحصائيات منظمات حقوق الإنسان الأميركية، يمتد التمييز ليشمل جميع نواحي الحياة وجميع المجتمعات العرقية في الولايات المتحدة. كما نلاحظ وجود تمييز ضد الأقليات العرقية والإثنية والدينية، خاصة تجاه الأميركيين الأفارقة، وهو شيء معروف عن الولايات المتحدة.
بعد تولي دونالد ترامب رئاسة الولايات المتحدة عام 2017، أُصدر قانون يمنع سفر مواطنين من 7 دول مختلفة إلى الولايات المتحدة، وهذه الدول هي العراق وإيران والصومال والسودان واليمن وسوريا وليبيا، وهي دول أغلب سكانها من المسلمين. صنفت إدارة الأمن القومي هذه الدول ضمن قائمة الدول المثيرة للقلق، ووضع هذا التصنيف في عهد أوباما عام 2011.